# El Hencha (délégation)
El Hencha est une délégation tunisienne dépendant du gouvernorat de Sfax.
Créée en 1968, elle se divise en neuf imadas : Bir Chaâba, Bir Salah, Dokhane, El Hjara, Ennasr, El Hencha, Jouaouda, Merkez Mesbah et Sidi Hassen Belhaj.
En 2004, elle compte 43 170 habitants dont 21 576 hommes et 21 594 femmes répartis dans 8 831 ménages et 9 826 logements.